# Bombax buonopozense
Bombax buonopozense är en malvaväxtart som beskrevs av Ambroise Marie François Joseph Palisot de Beauvois. Bombax buonopozense ingår i släktet Bombax och familjen malvaväxter. Inga underarter finns listade i Catalogue of Life.

## Bildgalleri

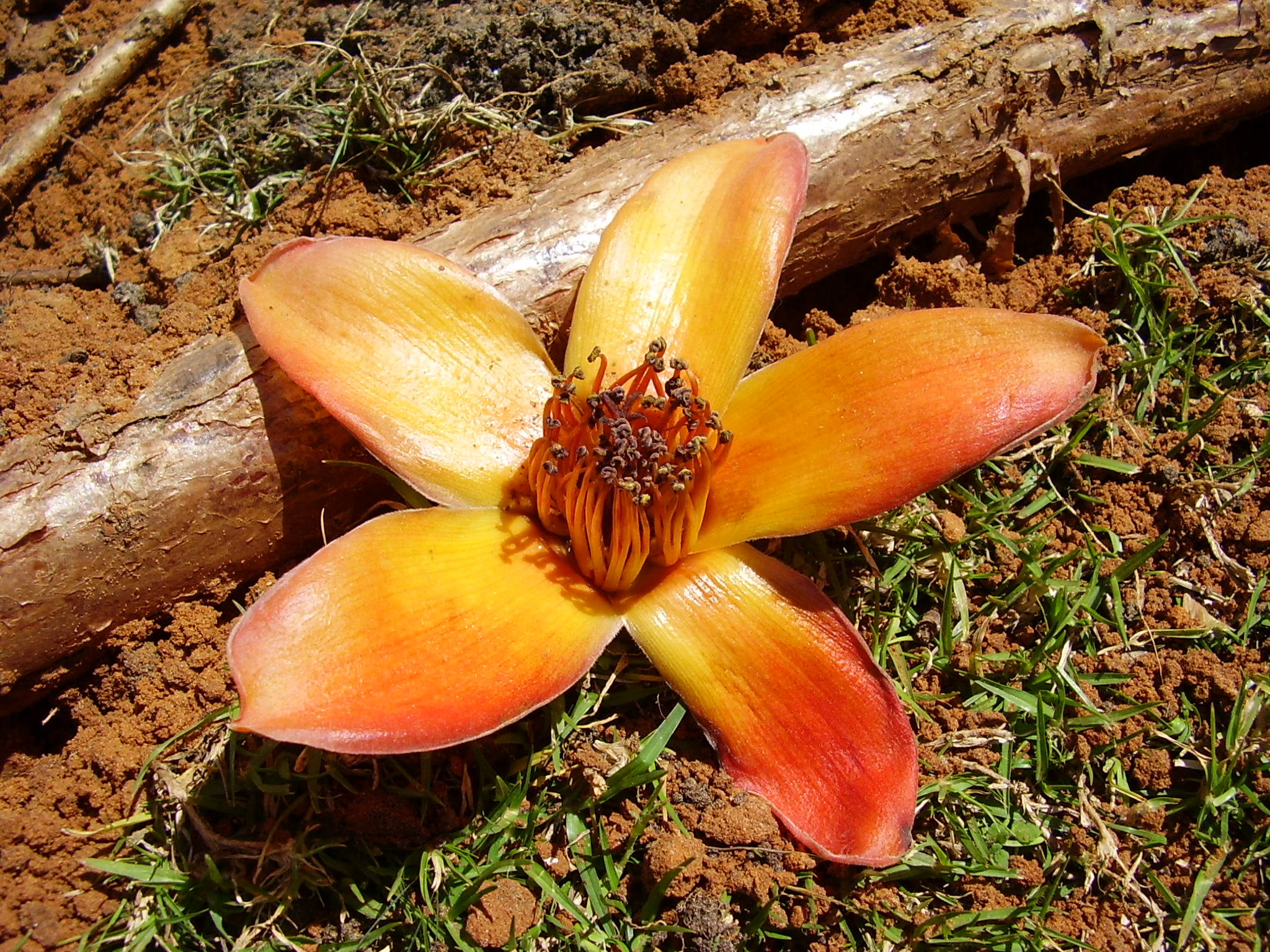
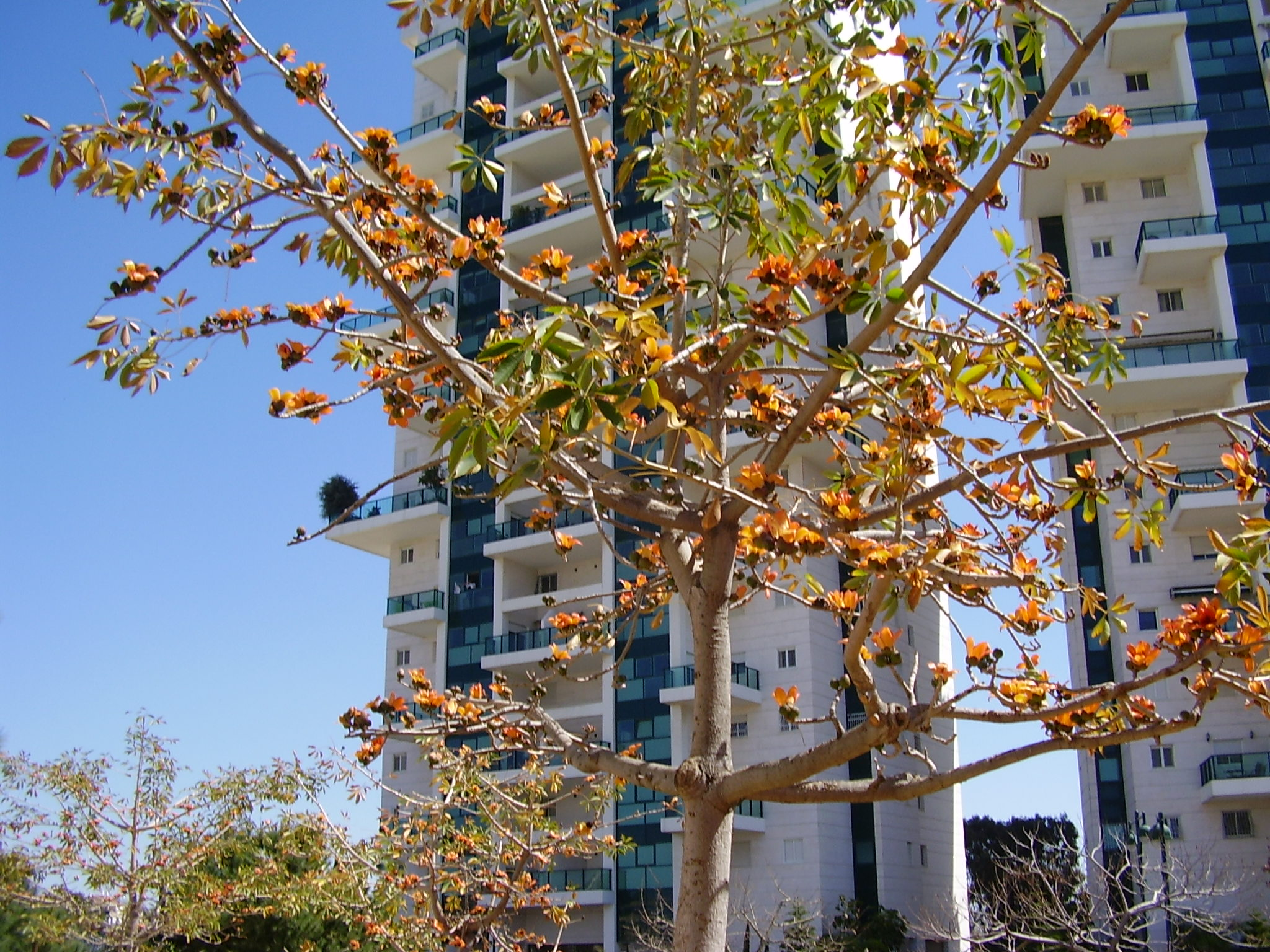